# Ana-Maria Cătăuță
Ana-Maria Cătăuță (n. 15 august 1985, Stănișești, România) este un deputat român, ales în 2020 din partea PSD. 